# إيما كيلي ميتكالف بيكلي ناكوينا
كانت إيما كيليكابولونو ميتكالف بيكلي ناكوينا (5 مارس 1847- 27 أبريل 1929) قاضية وأمينة وكاتبة ثقافية هاوايانية مبكرة. انحدرت من مزارع سكر أمريكي ورئيسة هاوانية عليا، وتلقت تعليمها في هاواي وكاليفورنيا.  شغلت منصب أمين متحف هاواي الوطني من عام 1882 إلى 1887 ومفوضة للطرق الخاصة وحقوق المياه من 1892 إلى 1907. بدورها بصفة مفوضة حكومية، غالبًا ما كان يُنظر إليها على أنها أول قاضية في هاواي. في بداية العقد الأول من القرن العشرين، صارت داعمة لحركة حق المرأة بالتصويت في إقليم هاواي. كانت ناكوينا كاتبة غزيرة الإنتاج أيضًا في مواضيع الثقافة والتراث الهاوايانيين وضمت أعمالها الكثيرة هاواي وشعبها وأساطيرها (1904).

## نشأتها وعائلتها
وُلدت ناكوينا في 5 مارس 1847، في عزبة عائلتها في كاواآلا بوادي مانوا، وهو الآن حرم جامعة هاواي بمانوا. وصل والدها ثيوفيلوس ميتكالف، وأصله من مقاطعة أونتاريو بنيويورك، في 19 مايو 1842، وجُنّس في 9 مارس 1846. عمل مزارع سكر ومساح أراض حكومي في فترة تقسيم هاواي. كانت والدتها، كيليكابولونو، سليلة سلالة عائلة آلي من أواهو، والتي ارتبطت تاريخيًا بجواهر مولد كوكانيلوكو، حيث وُلد أعلى رؤساء الجزيرة منزلة فيما مضى. كان والد جدها لأمها ناهيلي، وهو أحد رؤساء جزيرة هاواي وأحد جنرالات الملك كاميهاميها الأول في خلال غزوه لجزر هاواي. كانت عائلة أمها تُعد من طبقة كاوكاو آلي الهاوايانية، أو رؤساء من الرتب الأدنى في خدمة العائلة المالكة.
تلقت ناكوينا تعليمها في أكاديمية القلوب المقدسة ومدرسة بوناهو في هونولولو. تلقت أيضًا دروسًا خاصة في العديد من اللغات على يد والدها، بما فيها اليونانية واللاتينية والعبرية والفرنسية والألمانية والإنجليزية والهاوايانية. في 1866، كانت تستعد لحضور مدرسة السيدات الشابات (كلية ميلس اليوم) في بينيسيا بكاليفورنيا. لا توجد سجلات لحضورها في أرشيف كلية ميلس. توفي والدها في 6 أغسطس 1866، في أثناء زيارة لأوكلاند، ربما من أجل أن تستقر في مدرستها الجديدة، وقررت البقاء في هاواي بدلًا من ذلك. في عمر صغير، أمر الملك كاميهاميها الرابع بأن تُدرب في تقاليد حقوق الماء التقليدية.
في الثالث من ديسبمر 1867، تزوجت من فريدريك ويليام الأب (1845- 1881)، وهو نصف نبيل هاواياني مثلها. شغلت منصب وصيفة للملكة كابي أولاني، زوجة الملك كالاكاوا، بينما شغل زوجها منصب كبير أمناء البلاط للأسرة الملكية وعضو مجلس النواب في حكومة هاواي والحاكم الملكي لكاواي. أنجبا سبعة أطفال، بينهم فريدريك ويليام بيكلي جونيور (1874- 1943) وابنة هي سابينا بيكلي هاتشينسون (1868- 1935). توفي بيكلي الأب في 1881، تاركًا ناكوينا أرملة. في 1887، تزوجت مرة ثانية من الموقر موسيس كوايا ناكوينا (1867- 1911). كان ابن أخ وزير المالية موسيس كوايا يصغرها بعشرين عامًا، وكان أيضًا من نسل نبلاء هاواي. كانت أمًا لطفلين: ابنًا قصير العمر سُمي إرفينغ ميتكالف ناكوينا، وُلد وتوفي عام 1888، وابنة أصيبت بالجذام وأُرسلت إلى مستوطنة كالوبابا للجذام.